# Kosovo-Kräher

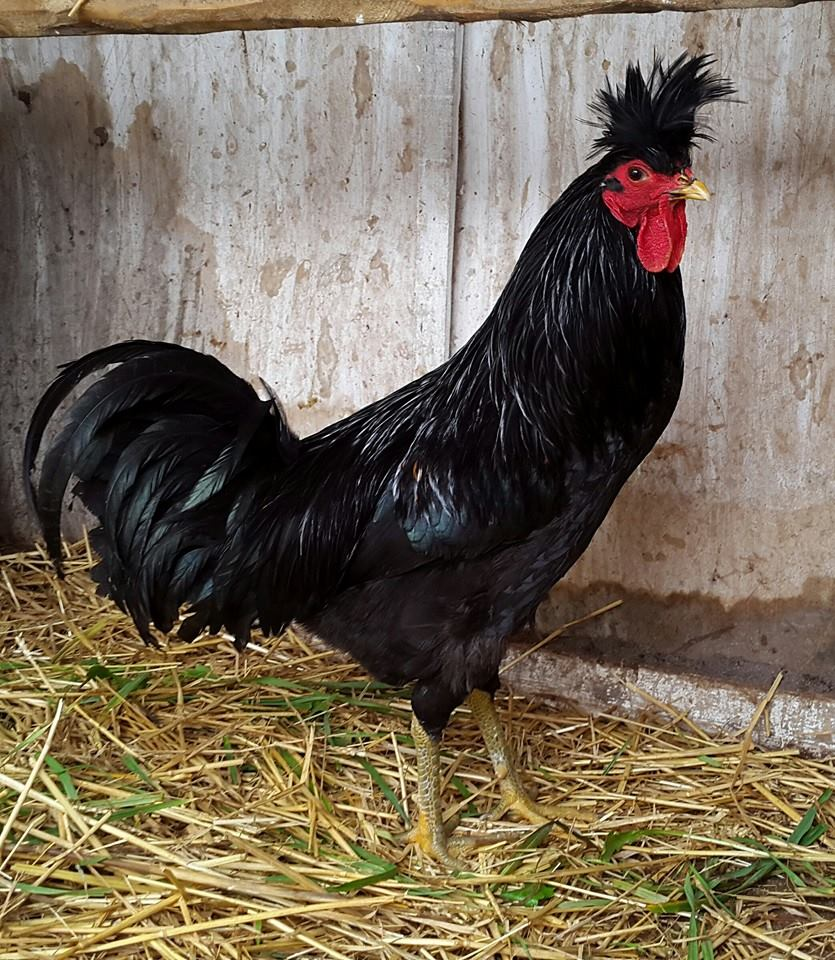
Hahn

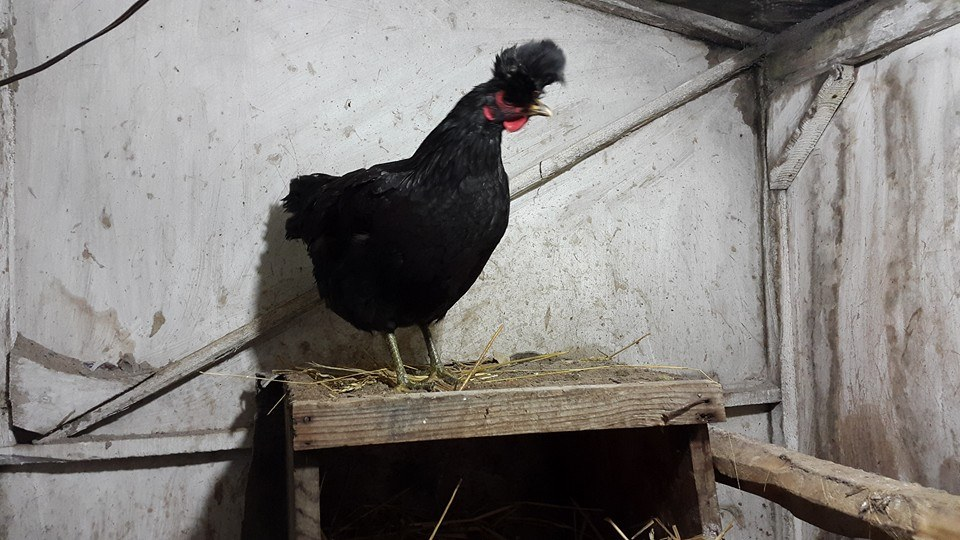
Henne

Der Kosovokräher ist eine Hühnerrasse von der Balkanhalbinsel, die im Kosovo heimisch ist. Die Rasse gehört zu den Langkräherrassen und den Haubenhühnern.
Die Rasse war bis ins 21. Jahrhundert lediglich in der Ursprungsregion bekannt. In den letzten Jahren wird sie allerdings auch in anderen europäischen Ländern gezüchtet. Die erste offizielle Anerkennung geschah 2016 durch den kroatischen Züchterverband im Farbschlag Schwarz.

## Eigenschaften
Es ist ein lebhaftes Huhn mit hochstehendem Körperbau, einem hochgetragenen Schwanz und einer auffälligen Haube. Die üblichste Farbe ist schwarz. Der Krähruf kann von 30 bis über 60 Sekunden andauern.

## Verwandte Rassen
Als nahe Verwandte des Kosovokrähers gelten auch der aus der Nachbarregion Sandschak stammende Sandschak-Kräher und der Bosnische Kräher, welcher als Vorfahre des Bergischen Krähers gilt.

## Einzelnachweis
1. ↑  Auflistung der 2016 anerkannten Großhühnerrassen der Entente Européenne auf entente-ee.com (Memento des Originals vom 27. Januar 2019 im Internet Archive)  Info: Der Archivlink wurde automatisch eingesetzt und noch nicht geprüft. Bitte prüfe Original- und Archivlink gemäß Anleitung und entferne dann diesen Hinweis., aufgerufen am 25. Dezember 2017